# Escut de les Franqueses del Vallès

Representació de l'escut heràldic municipal de les Franqueses del Vallès segons el seu blasonament oficial

L'escut oficial de les Franqueses del Vallès té el següent blasonament:
Escut caironat truncat i semipartit: 1r de sinople, un llibre obert d'argent i ressaltant sobre una vara de batlle d'or, en pal; 2n d'argent, una creu plena de gules; i 3r d'or, quatre pals de gules. Per timbre, una corona de poble.

## Història
Va ser aprovat l'11 de novembre de 2013 i publicat al DOGC el 19 de novembre del mateix any amb el número 6504.
L'ajuntament ja feia temps que usava com a senyal identificatiu un escut caironat que mostrava un llibre obert sobre una vara de batlle en al·lusió a la concessió, el 1025, de la carta de franquesa al terme per part de Ramon Berenguer III, comte de Barcelona. També s'hi inclouen la creu de Sant Jordi i els quatre pals, símbol de la ciutat de Barcelona, ja que les Franqueses van rebre el títol de carrer de Barcelona el 1384 per part del rei Pere el Cerimoniós.